# قريبة الكبرى بنت أبي أمية
قُرَيْبة الكبرى بنت أبي أمية بن المغيرة المخزومية القرشية، صحابية، وبنت عمة النبي، وأخت أم سلمة لأبيها، وأمها عاتكة بنت عبد المطلب.

## حياتها
هي قُرَيْبة الكبرى بنت أبي أمية بن المغيرة بن عبد الله بن عمر بن مخزوم بن يقظة بن مرة بن كعب بن لؤي بن غالب بن فهر بن مالك بن النضر بن كنانة بن خزيمة بن مدركة بن إلياس بن مضر بن نزار بن معد بن عدنان.،  وأمها عاتكة بنت عبد المطلب بن هاشم بن عبد مناف بن قصي، عمة رسول الله.
تزوجت قريبة من زمعة بن الأسود بن المطلب، فولدت له عبد الله، ووهب، ويزيد، والحارث. ثم تزوجها طلحة بن عبيد الله، فأنجبت له مريم.
وعن أم سلمة قالت: لما وضعت زينب جاءني رسولُ الله فخطبني، فذكرت قصَّة تَزويجها ودخوله عليها واشتغالها برضاع زينب، حتى جاء يومًا فلم يرها؛ فقال: «أيْنَ زَيْنَبُ؟»، فقالت قَريبة ووافقها عبدها: «أخذها عمار بن ياسر»، فقال النّبيّ: «أنَا آتِيكُمُ اللَّيْلَةَ». فدخل على أم سلمة.
روى البعض عن يحيى بن عبد الله بن أبي الحارث الزّمعيّ، قال: لما دخل رسول الله مكة يوم الفتح قال سعد بن عبادة: «ما رأينا من نساء قريش ما يذكر من الجمال؟»، فقال النبي: «هل رأيت بنات أبي أمية بن المغيرة؟ هل رأيت قريبة؟ هل رأيت هندًا؟ انك رأيتهن وقد أصبن بآبائهن وأبنائهن».
وجاء في كتاب مسالك العقب في شرح خلاص الذهب: «أمّا عاتكة بنت عبد المطلب، المختلف في إسلامها، كانت تحت أبي أمية بن المغيرة المخزومي، فولدت له عبد الله وزهير وقريبة الكبرى، أسلموا ولهم صحبة، وهم إخوة أمّ المؤمنين أم سلمة لأبيها.».